# Kleingebiet Sátoraljaújhely
Das Kleingebiet Sátoraljaújhely [ˈʃaːtorɒljɒuːjhɛj] (ungarisch Sátoraljaújhelyi kistérség) war bis Ende 2012 eine ungarische Verwaltungseinheit (LAU 1) innerhalb des Komitats Borsod-Abaúj-Zemplén in Nordungarn. Im Zuge der Verwaltungsreform von 2013 gingen alle 19 Ortschaften, erweitert um zwei Ortschaften aus dem Kleingebiet Bodrogköz in den nachfolgenden Kreis Sátoraljaújhely (ungarisch Sátoraljaújhelyi járás) über.
Ende 2012 zählte das Kleingebiet auf 310,99 km² Fläche 21.665 Einwohner. Der Verwaltungssitz befand sich in Sátoraljaújhely.

## Städte (város)
- Pálháza (1.075 Ew.)
- Sátoraljaújhely (15.301 Ew.)

## Gemeinden (község)
| Alsóregmec  | Bózsva      | Felsőregmec  | Filkeháza | Füzér      |
| Füzérkajata | Füzérkomlós | Füzérradvány | Hollóháza | Kishuta    |
| Kovácsvágás | Mikóháza    | Nagyhuta     | Nyíri     | Pusztafalu |
| Vágáshuta   | Vilyvitány  |              |           |            |